# Василие Попович
Василие Попович-Цицо (на македонска литературна норма: Василие Поповиќ - Цицо) е виден сценограф, карикатурист и художник от Северна Македония.

## Биография
Роден в 1914 година в Шкодра. Василие Попович е сред основателите на Дружеството на художниците на Македония в Скопие и дългогодишен член на неговата управа.
Попович заедно с Димитър Пандилов, Лазар Личеноски, Никола Мартиноски, Томо Владимирски, Любомир Белогаски, Вангел Коджоман и скулптора Димо Тодоровски е сред основателите на модерното изкуство в Северна Македония. Попович е сред основоположниците на сценографията и на модерната карикатура в Северна Македония. Той е автор на герба на Народна република Македония, който е използван за основа при създаването на герба на Северна Македония.